# Mount Katsufrakis
Mount Katsufrakis är ett berg i Antarktis. Det ligger i Östantarktis. Nya Zeeland gör anspråk på området. Toppen på Mount Katsufrakis är 2 481 meter över havet.
Terrängen runt Mount Katsufrakis är kuperad österut, men västerut är den bergig. Trakten är obefolkad. Det finns inga samhällen i närheten.